# Мозгово
Мозгово — деревня в Зубцовском районе Тверской области. Входит в состав Зубцовского сельского поселения.

## География
Находится в южной части Тверской области на расстоянии приблизительно 13 км на северо-восток от районного центра города Зубцов на правом берегу Волги.

## История
Деревня была отмечена еще на карте 1825 года. В 1859 году здесь (территория Зубцовского уезда Тверской губернии) было учтено 17 дворов, в 1941 — 30.

## Население
Численность населения: 123 человека (1859 год), 10 (русские 100 %) в 2002 году, 10 в 2010.